# 陶仪声
陶仪声（1965年1月—），女，汉族，浙江嘉兴人，中华人民共和国政治人物。现任安徽省政协副主席，安徽省卫生健康委员会主任，致公党安徽省委主委。

## 荣誉
2020年9月，被中共中央、国务院、中央军委授予“全国抗击新冠肺炎疫情先进个人”。